# Wellenmolen
De Wellenmolen (of: Wellermolen) is een watermolen op de Herk te Wellen, gelegen aan Molenstraat 22.
Het is een onderslagmolen die fungeerde als korenmolen.
Reeds in 1235 werd melding gemaakt van deze molen, die een banmolen was van de Abdij van Munsterbilzen.
Het huidige molenhuis stamt uit 1775, terwijl het molenaarshuis, dat uit het begin van de 20e eeuw stamt, samen met het molenhuis onder één zadeldak is verenigd. Dit alles staat haaks op het riviertje. Bij de bouw van het molenaarshuis is ook het molenhuis gewijzigd. Resten van de vakwerkbouw, die later versteend is, zijn nog aanwezig. Ook de laaddeur is nog aanwezig maar de luikapel, die oorspronkelijk daarboven aanwezig was, is verdwenen.
Er is een metalen onderslagrad aanwezig, en ook het sluiswerk is nog intact. Ook het binnenwerk, bestaande uit twee steenkoppels, is nog aanwezig. De molen kan in principe draaivaardig worden gemaakt.
De molen ligt vlak bij het centrum van Wellen en is geklasseerd als beschermd dorpsgezicht.
- Inventaris van het Bouwkundig Erfgoed (Vlaanderen): 32535